# Alékos Alexandrákis
Alékos Alexandrákis (Αλέκος Αλεξανδράκης), né le 27 novembre 1928 à Athènes et mort le 8 novembre 2005 dans cette même ville, est un acteur et réalisateur grec.

## Filmographie sélective

### Acteur
- 1944 : Applaudissements
- 1952 : L'Agnès du port
- 1953 : Ève
- 1954 : L'Étrangère (en)
- 1955 : Stella, femme libre
- 1955 : Pain, amour et chansonnette
- 1957 : La jeune fille et les contes de fée (el)
- 1960 : Rendez-vous à Corfou (en)
- 1960 : Crime dans les coulisses
- 1961 : Quartier Le Rêve
- 1962 : Sans identité (el)
- 1963 : Une fille pour deux (el)
- 1963 : Vertige (en)
- 1964 : La femme chauffeur (en)
- 1964 : L'Appât (el)
- 1964 : Mademoiselle le directeur
- 1966 : Les femmes de la cour (en)
- 1966 : Les larmes d'Électre (el)
- 1969 : Réveille-toi, Vassili
- 1971 : Papaflessas
- 1971 : J'ai aimé un clochard
- 1973 : Marie du silence
- 2000 : La lumière qui s’éteint (el)

### Réalisateur
- 1960 : O thriamvos
- 1961 : Quartier Le Rêve

## Récompenses
- Semaine du cinéma grec 1961 (Thessalonique) : Sélection (Quartier Le Rêve)
- Semaine du cinéma grec 1962 (Thessalonique) :
  - Sélection (Θρίαμβος)
  - Prix de la critique : meilleur acteur (Θρίαμβος)